# Asser (biskop i Roskilde)
 For alternative betydninger, se Asser. (Se også artikler, som begynder med Asser)
Asser (død omkring 1158) var biskop i Roskilde. Hans herkomst
er ubekendt; han havde, før han blev biskop, været munk i Eskilsø Kloster og
kapellan hos kong Erik Lam. Den sidstnævnte stilling
beklædte han endnu i 1142, men ved
Lund Domkirkes indvielse 1. september 1145 var
han biskop i Roskilde.
Et par år derefter deltog
han i et korstog imod venderne (1147). I spidsen
for en stor hær landede kongerne Svend 3. Grathe og Knud 5.
ledsaget af landets bisper på Mecklenburgs kyst,
hvor flere tyske fyrster sluttede sig til dem. Medens
korsfarerne drog mod Dobin, et af vendernes faste
steder, og der kun var en ringe Styrke
tilbage til at passe på flåden, blev denne en
dag uventet angrebet. Herover blev Asser,
som kong Svend havde betroet ledelsen af
flåden, så bestyrtet, at han forlod sit skib og
søgte skjul om bord på et handelsskib. Han døde
18. april 1158 eller 1159 og blev begravet i Roskilde. Hans efterfølger i bispesædet blev Absalon.